# Predikát (logika)
Predikát je v logice symbol či formule označující nějakou vlastnost či relaci mezi prvky. V různých logických systémech má mírně odlišný význam:
- Ve výrokové logice atomické formule jsou někdy považovány za nulární predikáty.[1]

- V logice prvního řádu je predikát syntaktickým prvkem, odpovídajícím sémantickým objektem je relace.[2] Ohodnocení je dvouhodnotové,[2]

- V axiomatické teorii množin je predikát charakteristická funkce dané množiny.[3]
- Ve fuzzy logice je striktní ohodnocení predikátu jako pravda-nepravda nahrazeno stupněm příslušnosti.